# Hauptgleis

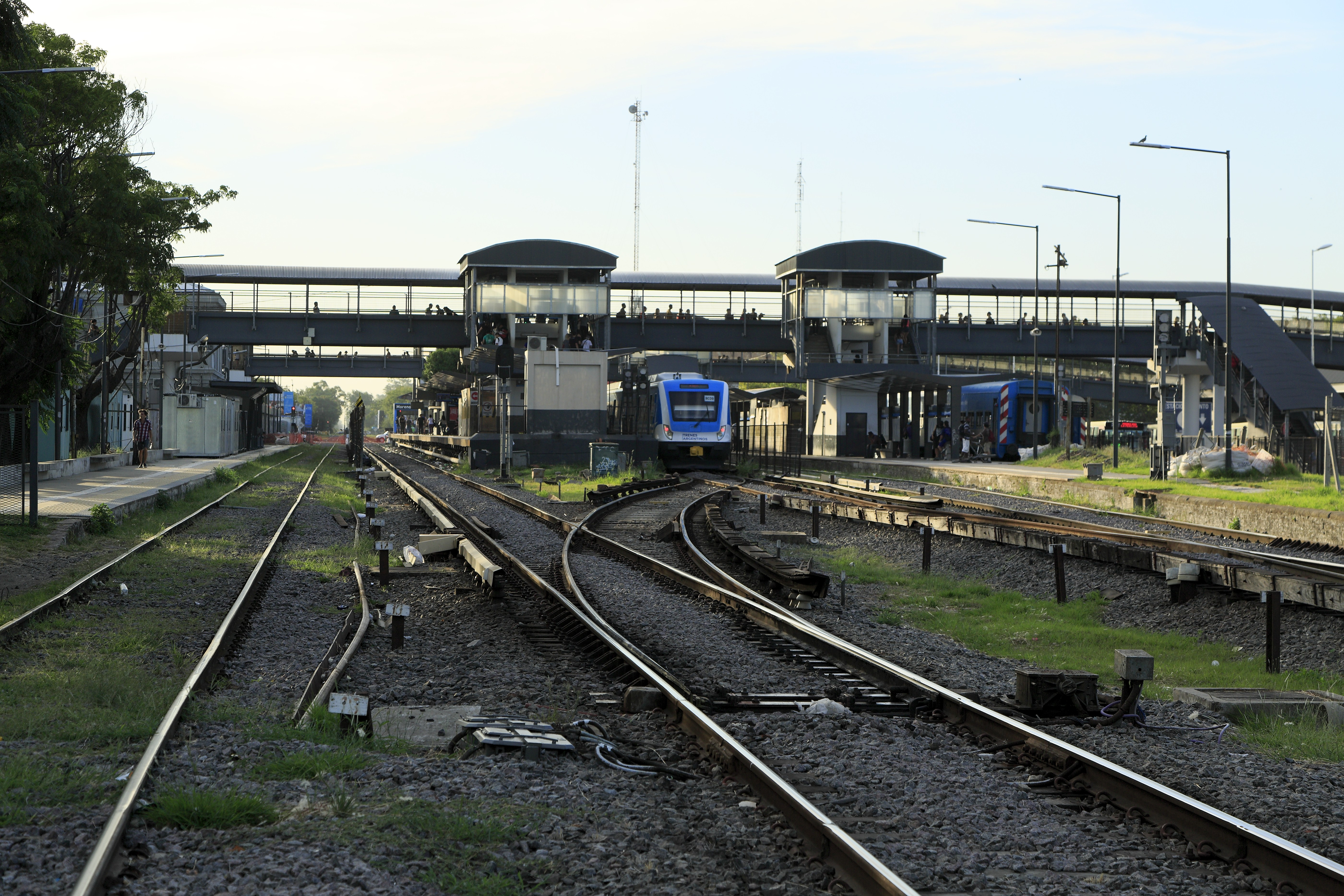
Hauptgleise im Bahnhof Moreno im Großraum Buenos Aires

Hauptgleise sind die Einfahr-, Ausfahr-, Kreuzungs- und Ausweichgleise der Bahnhöfe und die Gleise der freien Strecke (Streckengleise). Auf Hauptgleisen können – im Gegensatz zu Nebengleisen – im Regelfall Zugfahrten durch Fahrtstellung am Hauptsignal zugelassen werden.
Auf Hauptgleisen können wie auf Nebengleisen auch Rangierfahrten (in Österreich: Verschubfahrten) verkehren, für die zusätzliche Rangiersignale – in Deutschland Sperrsignale oder Wartezeichen – aufgestellt sein können.
Hauptgleise werden in durchgehende Hauptgleise und nicht durchgehende Hauptgleise unterteilt. Durchgehende Hauptgleise sind die Fortsetzung der Streckengleise der freien Strecke im Bahnhof. Sie sollen in ihrer Linienführung und unter Berücksichtigung der zulässigen Überhöhungen die auf der Strecke gefahrenen Geschwindigkeiten ermöglichen. Übrige, nicht durchgehende Hauptgleise werden im Jargon auch als Überholung, Rand, Ecke oder – fälschlich – als Nebengleise bezeichnet. Nebengleise sind jedoch diejenigen Gleise eines Bahnhofes, die keine Hauptgleise sind (sicherungstechnisch nicht von Zugfahrten befahren werden können).